# Лукоцин
Лукоцин (пол. Łukocin, нім. Lukoschin, 1942–45 Lauken) — село в Польщі, у гміні Тчев Тчевського повіту Поморського воєводства.
Населення — 267 осіб (2011).
У 1975-1998 роках село належало до Гданського воєводства.

## Демографія
Демографічна структура станом на 31 березня 2011 року:
|          | Загалом | Допрацездатний вік | Працездатний вік | Постпрацездатний вік |
| -------- | ------- | ------------------ | ---------------- | -------------------- |
| Чоловіки | 138     | 45                 | 80               | 13                   |
| Жінки    | 129     | 32                 | 76               | 21                   |
| Разом    | 267     | 77                 | 156              | 34                   |